# آرون بوينو
آرون بوينو (بالإسبانية: Aarón Bueno) هو لاعب كرة قدم إسباني، ولد في 21 أغسطس 1983 في ساباديل في إسبانيا. شارك مع منتخب كاتالونيا لكرة القدم. أما مع النوادي، فقد لعب مع أتليتيكو بالياريس وخيمناستيك طركونة ونادي ديبورتيفو طليطلة ونادي ساباديل ونادي سان أندرو ونادي سبتة ونادي قادش.

## وصلات خارجية
- آرون بوينو على موقع قاعدة بيانات كرة القدم.إي يو (الإنجليزية)
- آرون بوينو على موقع Soccerway.com (الإنجليزية)